# Sie leben
Sie leben (Originaltitel: John Carpenter’s They Live) ist ein  US-amerikanischer Kinospielfilm des Regisseurs John Carpenter aus dem Jahr 1988 und gilt als Klassiker des Science-Fiction-Films.
Der Film handelt von einem obdachlosen Tagelöhner in Los Angeles, der durch eine spezielle Sonnenbrille als einer von wenigen Menschen sehen kann, dass die herrschende Klasse von böswilligen Außerirdischen in Menschengestalt dominiert wird. Nur wer durch die Brille schaut, kann erkennen, dass die Außerirdischen sich mit den Reichen und Mächtigen verschworen haben, um die Menschheit mittels unterschwelliger Botschaften in den Massenmedien zu manipulieren und kontrollieren. Die Machthaber erziehen die Menschheit zu pausenlos konsumgetriebenden Wesen ohne eigenen Willen, die gehorchen und sich fortpflanzen sollen. Im Laufe des Films gelingt es dem rebellierenden Protagonisten schließlich, auch die übrige Menschheit die wahre Identität und Intention der Machthaber erkennen zu lassen. In den Hauptrollen agieren der seinerzeit überaus populäre kanadische  Wrestling-Star Roddy Piper als John Nada, Keith David als Frank, sowie Meg Foster als Holly Thompson. Regisseur John Carpenter schrieb auch das Drehbuch basierend auf der 1963 entstandenen Kurzgeschichte Eight O’Clock in the Morning von Ray Nelson und  komponierte zudem die Filmmusik. Carpenter sah seinen Film als Kritik an der stetig wachsenden Kommerzialisierung der Popkultur und Politik im Allgemeinen und als Kritik an der unternehmerfreundlichen Wirtschaftspolitik des damaligen US-Präsidenten  Ronald Reagan im Speziellen.
Der für vier Millionen US-Dollar produzierte Film war mit Erlösen von rund 13,5 Millionen US-Dollar (inflationsbereinigt 2025: ca. 36 Millionen US-Dollar) an den nordamerikanischen Kinokassen ein kommerziell nur mäßiger Erfolg. Die Kritiken waren zunächst gemischt mit zumeist negativen Tendenzen. Filmkritiker bemängelten vor allem die Sozialkritik, das Drehbuch und die schauspielerischen Leistungen des Films.  Im Laufe der Jahre erlangte der Film jedoch Kultstatus und die Kritiken fielen schließlich weitaus positiver aus. Des Weiteren wird der Film zahlreich in der zeitgenössischen Popkultur referiert. Insbesondere das aus dem Film entlehnte mantra-ähnliche „OBEY“ („Gehorche!“) erlangte weltweite Bekanntheit durch die künstlerische Interpretation des amerikanischen  Street-Art-Künstlers Shepard Fairey.

## Handlung
Der arbeitslose Ölarbeiter John Nada gelangt, auf der Suche nach einer Beschäftigung als Tagelöhner, nach Los Angeles. Die Metropole ist abseits der glitzernden Bürotürme der Großkonzerne von Armut und Arbeitslosigkeit geprägt. Nada beobachtet einen blinden Prediger, der an einer Straßenecke in apokalyptischem Zungenschlag von bösartigen Manipulationen durch mysteriöse Mächte erzählt.
Nada findet einen Job auf einer Großbaustelle, wofür die Zustimmung der Gewerkschaft notwendig ist. Dort lernt er Frank kennen, der ihm von einer Streikniederlage an seinem früheren Arbeitsplatz, einem Stahlwerk in Detroit, berichtet und seinem Entschluss, bei der nächsten Gelegenheit gewaltsam gegen die Kapitalisten vorzugehen. Nada dagegen glaubt an den American Dream und daran, dass er es zu etwas bringen könne, wenn er nur geduldig auf seine Chance warten würde.
Frank nimmt ihn mit zu einer in der Nähe einer kleinen Kirche gelegenen provisorischen Barackensiedlung, mit eigener Suppenküche und provisorischen Schlafmöglichkeiten. Die meisten Bewohner der Hütten, Zelte und Bauwagen sitzen wie viele andere Einwohner der Stadt sehr viel vor dem Fernseher und konsumieren das von den Sendern ausgestrahlte Werbefernsehen. Allerdings werden die Sendungen neuerdings öfter von einem Sprecher eines TV-Piratensenders unterbrochen, der über eine fremde Macht berichtet, die die Menschheit für ihre Zwecke missbraucht und nur ihren eigenen Profit vermehren will. Woher diese kommt bzw. ob damit Klassengegensätze gemeint sind, bleibt unklar. Er ruft zum revolutionären Widerstand auf.
Nachdem die Polizei mit großer Brutalität das nahegelegene Gotteshaus stürmt, die Barackensiedlung mit Baggern dem Erdboden gleichmacht und einen alten Pfarrer totschlägt, durchsucht Nada die Reste der Kirche. Er hatte dort bereits am Vortag eine mit Kirchenmusik als Gottesdienst getarnte Besprechung belauscht, ohne jedoch mitzubekommen, worum es inhaltlich ging. In einem Verschlag findet er einen Karton, gefüllt mit Sonnenbrillen, denen er zunächst keine Bedeutung beimisst. Dennoch versteckt er sie und nimmt eine davon an sich.
Als er sie aufsetzt, ist Nada erstaunt, denn durch die Sonnenbrille kann er keine Farben mehr sehen und die Gläser erzeugen nach dem Absetzen kurzzeitig starke Kopfschmerzen. Noch verwirrter wird er, als er mit der Brille durch die Innenstadt geht – Werbeplakate und Zeitschriften zeigen nur noch Befehle wie „Gehorche!“, „Konsumiere!“, „Schlafe weiter!“, „Heirate und pflanze dich fort!“ oder „Sieh fern!“. Auf allen Geldscheinen steht „Dies ist dein Gott!“, in einer Zeitschrift sind die Worte „Stelle keine Autoritäten in Frage!“ zu lesen. Neben diesen unterschwelligen Botschaften kommt hinzu, dass viele Personen auf einmal totenschädelartige Gesichter haben, was auch nur durch die Brille sichtbar wird. In einem Supermarkt greift der unvorsichtige Nada eines der Wesen, das ohne die Sonnenbrille aussieht wie eine ältere Frau, wegen des verzerrten Gesichtes sogar verbal an.
Als die mysteriösen Wesen erkennen, dass Nada ihre wahre Gestalt sehen kann, beginnt eine Hetzjagd auf ihn. Er tötet mehrere als Polizisten getarnte Wesen; einen menschlichen Polizisten entwaffnet er, lässt ihn aber leben. Von nun an ist er auf der Flucht. Mit der nicht ganz freiwilligen Hilfe von Holly Thompson, der stellvertretenden Programmchefin des größten örtlichen Senders, gelingt Nada die Flucht, indem er sie mit vorgehaltener Pistole entführt. Bei ihr angelangt fasst er seine Beobachtungen so ungeschickt in Worte, dass sie ihn für verrückt hält und ihm mit einer Flasche auf den Kopf schlägt. Er stürzt durch das Fenster ihrer Wohnung ins Freie, während sie die Polizei alarmiert.
Nachdem Nada seinen widerstrebenden Kollegen Frank nach einer langen Prügelei in das Geheimnis der Sonnenbrillen einweihen konnte, werden die beiden von der Untergrundorganisation (in den Medien kommunistische Terrororganisation genannt) kontaktiert und zu einem konspirativen Treffen eingeladen. Dort trifft Nada auch Holly wieder. Sie erfahren, dass die Totenkopf-Wesen Außerirdische sind, die den Großteil der Menschheit mit Hilfe der Geld- und Machtelite versklavt hat. Zur Gedankenkontrolle senden die Außerirdischen ein Signal aus, welches sie vor den Augen der Menschen tarnt. Der Sender soll zwischen den Antennen von Hollys Fernsehsender versteckt sein, was Holly selbst jedoch bestreitet. Nada und Frank werden mit Waffen, einer als Funkgerät und Teleporter dienenden Armbanduhr der Außerirdischen und neuen Hofmann-Linsen – nun nicht mehr als Sonnenbrillen, sondern in Form von Kontaktlinsen – ausgerüstet.
Als die Polizei den Treffpunkt plötzlich stürmt, werden etliche Mitglieder der Gruppe sofort erschossen. Im Verlauf des Gefechts gelangen Nada und Frank mittels der außerirdischen Armbanduhr durch ein Tunnelsystem in das Hauptquartier der Wesen. Dort erfahren sie, dass die menschliche Machtelite mit den Außerirdischen von Andromeda zusammenarbeitet und ihnen erlaubt, die Erde auszubeuten. Gerade feiert man gemeinsam die Auslöschung des Widerstandes an der Westküste. Ein nun gut gekleideter Mann, den sie noch aus der Barackensiedlung kennen, der sie ebenfalls für neu dazugekommene Kollaborateure hält, erläutert ihnen die Hintergründe und zeigt ihnen, wie die Menschen mit dem Antennensignal kontrolliert werden.
Den beiden wird klar, dass sie die Menschheit nur retten können, wenn sie die Sendeantenne der Außerirdischen zerstören. Und so stürmen Nada und Frank mit Waffengewalt durch den Sender. Holly, die sie dort finden, begleitet sie auf das Dach. Kurz vor dem Ziel erschießt sie, unbemerkt von Nada, hinterrücks Frank. Oben angelangt gelingt es Holly, auch Nada zu entwaffnen, während Polizeihubschrauber sich ihnen nähern. Als Nada die Ausweglosigkeit seiner eigenen Lage erkennt, erschießt er Holly mit einer zuvor versteckten Pistole. Obwohl schon von einem Polizeihubschrauber aus getroffen, gelingt es dem sterbenden Nada, die Antenne zu zerstören. Dadurch wird das Signal der Aliens unterbrochen, und die Bevölkerung sieht nun voller Schrecken das wahre Gesicht der Außerirdischen. Die Schlusssequenz zeigt die erschrockenen Reaktionen der Menschen auf das Auftauchen der Totenkopfgesichtigen in Bars, im Fernsehen und in Privathaushalten.

## Synchronisation
Die Synchronisation des Films übernahm die Interopa Film. Die Regie führte Andreas Pollak.
| Rolle           | Schauspieler        | Deutscher Sprecher       |
| --------------- | ------------------- | ------------------------ |
| John Nada       | Roddy Piper         | Manfred Lehmann          |
| Frank           | Keith David         | Kurt Goldstein           |
| Holly Thompson  | Meg Foster          | Monica Bielenstein       |
| Gilbert         | Peter Jason         | Helmut Krauss            |
| Foreman         | Norman Alden        | Alexander Herzog         |
| Straßenprediger | Raymond St. Jacques | Joachim Nottke           |
| Drifter         | George Flower       | Engelbert von Nordhausen |
| Bärtiger Mann   | John Lawrence       | Heinz Theo Branding      |

## Kritiken
„Los Angeles ist von Außerirdischen unterwandert, die, als reiche Geschäftsleute getarnt, die Bevölkerung per Fernhypnose in Konsum-Idioten verwandeln, bis sich einige unverdrossene Idealisten zur Wehr setzen. Grob gestrickter, aber straff inszenierter Science-Fiction-Thriller mit satirischen Seitenhieben auf den amerikanischen Lebensstil; stilistisch an die Genrefilme der 50er Jahre angelehnt.“

„Die Aliens sind unter uns. […] Sie tragen feinste Designerkleidung, herrschen in Chefetagen und Medienkonzernen und manipulieren die Menschheit mit Büchern, Zeitschriften und Werbespots. Ihre Botschaften […] bohren sich direkt ins Unterbewußtsein: ‚Arbeite! Denke nicht! Konsumiere!‘ Der Maurer Nada (Roddy Piper) gerät in den Besitz einer Brille, die die wahre Gestalt der Außerirdischen sichtbar macht. Verzweifelt organisiert er den Widerstand gegen die Invasoren, die die ganze Welt zu einem riesigen Arbeitslager machen wollen… John Carpenter (‚Die Klapperschlange‘) packt einen interessanten satirischen Stoff an, der ihm bald aus den Händen gleitet. Die Action aber hat er im Griff.“

„"Sie leben" ist einer der dunkelsten Filme John Carpenters und hat bis heute nichts von seiner bitteren Ironie eingebüßt. Neben der tollen Besetzung und des Skripts kommt man nicht umhin die Vision Carpenters zu bestaunen, die nicht nur unterhält, sondern oftmals zum Nachdenken anregen wird. 9 von 10 Punkten.“

Auf Rotten Tomatoes erreicht der Film eine Meta-Wertung von 85 Prozent (bei 65 Bewertungen).

## Erfolg
Der Film erhielt im Jahr 1990 jeweils eine Saturn-Award-Nominierung für „den besten Science-Fiction Film“ und „die beste Musik“.
Dem Film wird bereits seit längerem Kult-Charakter zugesprochen. So wird etwa die knapp sechsminütige Kampfszene zwischen John Nada und Frank von Rotten Tomatoes auf einer Liste der zwanzig besten Kampfszenen auf Platz sieben geführt.

## Versionen
Die DVD mit FSK-18-Freigabe ist identisch mit der VHS-Kassette von Starlight-Video, Bochum. Diese Version ist jedoch ab 16 freigegeben und wird mit „Original Kinofassung“ beworben. Diese Differenzen ergeben sich wohl durch die Verwendung unterschiedlicher Masterbänder, da bei der Videofassung insgesamt vier Sekunden aufgrund von Filmrissen fehlen. Allerdings betrifft dies keine Gewaltszenen.

## Re-Release
Anlässlich des 64. Geburtstags von John Carpenter am 16. Januar 2012 wurde der Film von IFC wiederaufgeführt. Sie leben wurde zusammen mit den Filmen Das Ding aus einer anderen Welt, Big Trouble in Little China, Flucht aus L.A., John Carpenter’s Cigarette Burns, Christine und Die Fürsten der Dunkelheit in einigen Kinos im Bundesstaat New York gespielt.

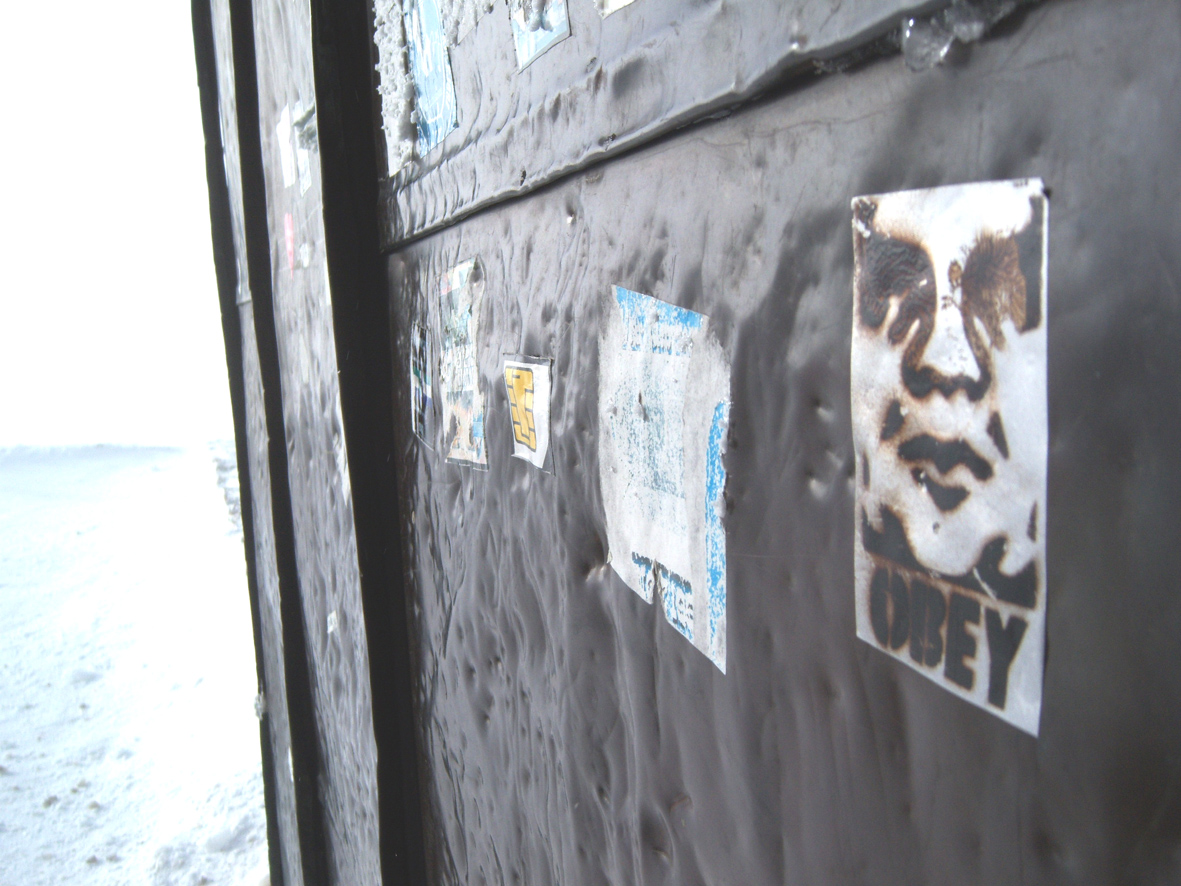
„OBEY“ wurde durch den Film zu einem beliebten Streetart-Element

## Hintergrund
Der Faustkampf zwischen John und Frank in einer Seitengasse lehnt sich an eine ähnliche Raufszene in dem John-Wayne-Film Der Sieger von Regisseur John Ford von 1952 als Inspirationsquelle an. Das Einstudieren des detailliert choreografierten Faustkampfes dauerte zwei Wochen. Hauptdarsteller Roddy Piper, der im wirklichen Leben Wrestler war, brachte seinem Filmpartner Keith David mehrere sportliche Bewegungen bei, wie man überzeugende Kampfhandlungen realistisch darstellen konnte. Darüber hinaus besaß Wrestlingstar Roddy Piper ein Notizbuch mit zahlreichen eigens ausgedachten Sprüchen, die in die Filmhandlung einflossen. Den lässigen Spruch, „I have come here to chew bubblegum and kick ass. And I’m all out of bubblegum!“, den er in jener Szene spricht, wenn er mit Sonnenbrille und Gewehr auftaucht, hatte Piper ursprünglich für ein Match gegen Wrestlingkämpfer Playboy Buddy Rose (1952–2009) vorgesehen.

## Einfluss
Für sein eigenes künstlerisches Schaffen verwendet der Street-Art-Künstler Shepard Fairey die motivischen Zitate Obey und This Is Your God (in Bezug auf ein Bündel Geldscheine) aus dem Spielfilm.